# Буддарупа

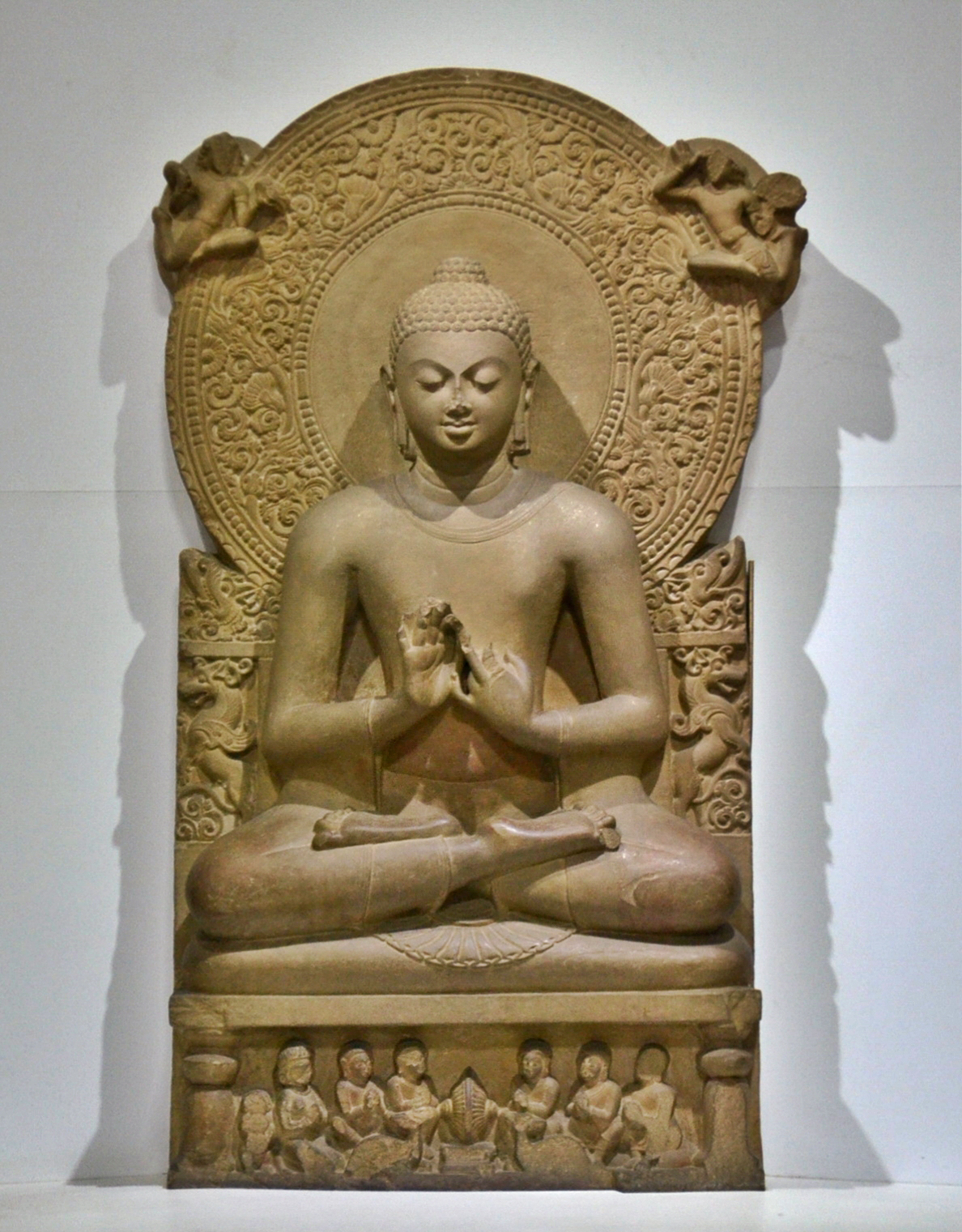
Статуя Будди періоду Гуптів, Сарнатх, Індія.

Буддарупа (буквально «Форма пробудженого») — це санскрит та палі буддиський термін, що використовується для опису статуй або моделей істот, які отримали ранк будди «пробудженого», включаючи історичного Будду.

## Історія
Образ Будд почав формуватися з першого століття нашої ери в Північній Індії, на території Гандхарі та Матхурі. Мистецтво Гандхари зазнало значного впливу від давньогрецького мистецтва, що призвело до розвитку греко-буддистського мистецтва з анатомічно добре пропорційною та реалістичною фігурою Будди. Одним із найвпливовіших буддійських мистецтв було мистецтво Гуптів та пізніше, стиль Амаравати. З Індії зображення Будди поширилося на решту Азії.